# فویوان (هئی‌لونگ‌جیانگ)
فویوان (به چینی: 五大连池市) یک شهر (در سطح شهرستان) در چین است که در تابعیت شهر جیاموسی (شهر در سطح ولایت)، استان هئی‌لونگ‌جیانگ واقع شده‌است.
فویوان ۶٬۰۴۰٫۹۱ کیلومتر مربع مساحت و ۹۷٬۳۲۹ نفر جمعیت دارد.
شهر فویوان در منتهی‌الیه شرقی شهر شهر جیاموسی (شهر در سطح ولایت)، در گوشهٔ‌ شمال‌شرقی استان هئی‌لونگ‌جیانگ، و در همسایگی با شهر خاباروفسک، سرزمین خاباروفسک، فدراسیون روسیه واقع شده است. در حال حاضر ارتباط زمینی جاده‌ای و ریلی بین فویوان و خاباروفسک وجود ندارد. اما به دلیل موقعیت استراتژیک شهر فویوان، این شهر از طریق خط قطار سراسری، آزادراه ملی G1012، و همین‌طور از طریق فرودگاه تازه‌تاسیی (۲۰۱۴ میلادی)‌ فویوان-دونگ‌جی به شهر جیاموسی، به هاربین، و سایر مناطق چین متطقل است.

## تقسیمات اداری
شهر «در سطح شهرستان» فویوان به ۷ شهرک و ۵ قصبه تابعه تقسیم شده است. سه «میدان» هم‌سطح قصبه نیز تابع این شهر می‌باشند، مانند نواحی اداری مزارع و مراتع.
- شهرک تونگ‌جیانگ (通江镇، Tōngjiāng zhèn)
- شهرک فویوان (抚远镇، Fǔyuǎn zhèn)
- شهرک نونگ‌چیاو (浓桥镇، Nóngqiáo zhèn)
- شهرک ووسو (乌苏镇، Wūsū zhèn)
- شهرک هان‌تسونگ‌گوو (寒葱沟镇، Háncōnggōu zhèn)
- شهرک های‌چینگ (海青镇، Hǎiqīng zhèn)
- شهرک هئی‌شیازی‌داو (黑瞎子岛镇، Hēixiāzǐdǎo zhèn)

- قصبه بئه‌لاهونگ (别拉洪乡، Biélāhóng xiāng)
- قصبه نونگ‌جیانگ (浓江乡، Nóngjiāng xiāng)
- قصبه یانان (鸭南乡، Yānán xiāng)

- میدان رزاعتی اِرداوهه (二道河农场، Èrdàohé nóngchǎng)
- میدان رزاعتی چیان‌شاو (前哨农场، Qiánshào nóngchǎng)
- میدان رزاعتی چیان‌فنگ (前锋农场، Qiánfēng nóngchǎng)